# Grace Caroline Currey
Grace Caroline Currey (som ogift Fulton), född 17 juli 1996 i Indianapolis, är en amerikansk skådespelare.
Currey har bland annat medverkat i filmerna Shazam! från 2019, Vampire Dad från 2020, Fall från 2022, Shazam! Fury of the Gods från 2023.

## Filmografi (i urval)
- 2019 – Shazam!
- 2020 – Vampire Dad
- 2022 – Fall
- 2023 – Shazam! Fury of the Gods